# Korzó Bevásárlóközpont
A Korzó Nyíregyháza városközpontjában található bevásárlóközpont. Két épülettömbből áll, amelyeket többszintes üveghíd köt össze. 
Az épületegyüttesben 73 üzlethelyiség, a földszinten, az első és második emeleten divatüzletek, könyvesboltok, illatszer- és elektronikai üzletek vannak. Az élményt kávézók, éttermek, játszóház, kézműves galéria, tánctermek és bábszínház teszi gazdagabbá. A bevásárlóközpont harmadik emeletén, az ételudvar mellett a közmű- és egyéb szolgáltatók ügyfélszolgálati irodái kapnak helyet.
A projekt fejlesztője a tervezéssel Bán Ferenc Kossuth- és Ybl Miklós-díjas építész irodáját, az „A Stúdió '90”-et bízta meg.

## Fekvése
A város történelmi központjában helyezkedik el a Megyeháza, Városháza, Megyei Művelődési Központ szomszédságában. Az egybefüggő területet valaha a Dózsa György út osztotta két térre, melynek nyugati része a Jókai tér, keleti része pedig a Nagy Imre tér. 

### Megközelítése
A KORZÓ Bevásárlóközpontot a Vay Ádám körút felől közösségi közlekedéssel és gépjárművel, a városközpont felől a Dózsa György úton gyalogosan és kerékpárral is könnyű elérni.
- Közösségi közlekedéssel: 2, 4, 4Y, 5, 7, 9, 9B, 11, 13, 13, 13Y, 14, 14F, 17, 17Y, 18, 20, 21, 22, 27, 44, 49, 92 jelzésű autóbuszokkal.
- Gyalog: a városközpont felől a Dózsa György úton könnyű elérni.
- Kerékpárral: a Korzó két épületének főbejárata előtt elhelyezett kerékpártárolókban összesen 40 kétkerekű számára biztosítunk kényelmes és könnyen megközelíthető parkolási lehetőséget.
- Gépjárművel: a Vay Ádám körút felől lehet megközelíteni.